# ستورم شادو
ستورم شادو (حرفيا: ظل العاصفة)، (بالإنجليزية: Storm Shadow)‏، صاروخ جوال بريطاني، فرنسي، إيطالي، طويل المدى، من فئة صواريخ كروز التي تطلق من الجو، ويصنع من قبل (MBDA). «ستورم شادو» هو التسمية البريطانية للصاروخ. والفئة التي تستخدم في فرنسا تسمى (SCALP EG) وهي اختصارا لـ (Système de Croisière Autonome à Longue Portée – Emploi Général) والتي تعني:«صواريخ مواجهة جوالة طويلة المدى للأغراض العامة». استند صنع الصاروخ على سابقه صاروخ أباتشي المضاد لمدرجات الطيران والذي تصنعه أيضا (MBDA)، ويختلف في أنه يحمل رأسا حربية بدلا من قنبلة عنقودية.

## التاريخ

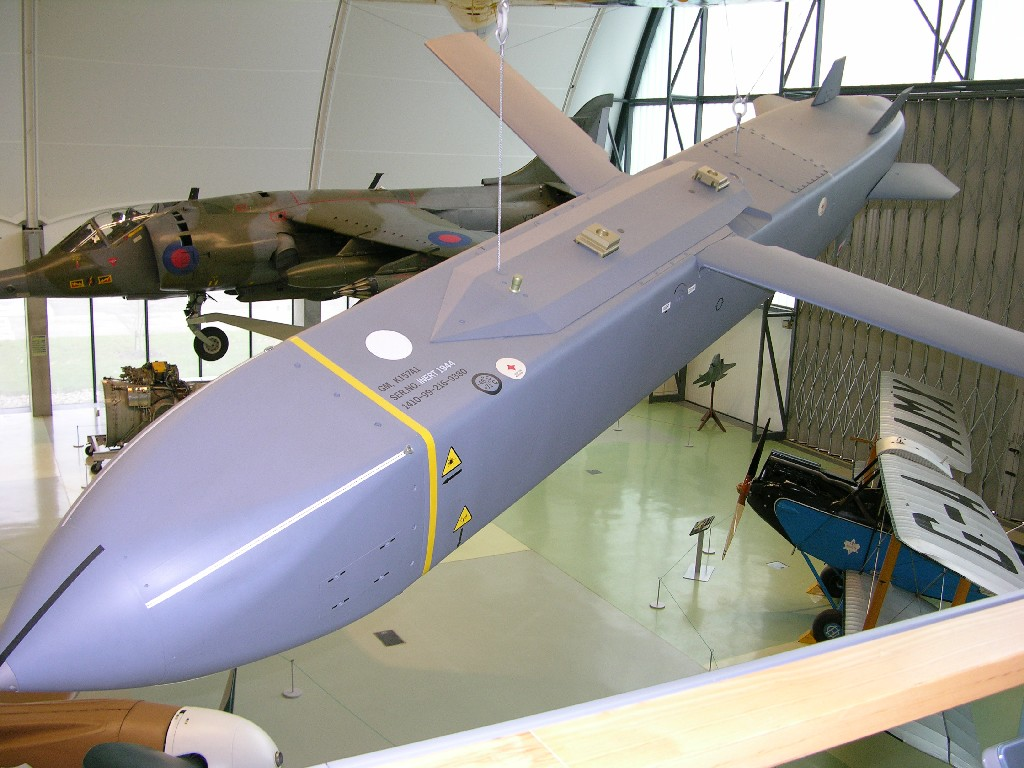
ستورم شادو في متحف سلاح الجو الملكي في لندن

## المشغلون

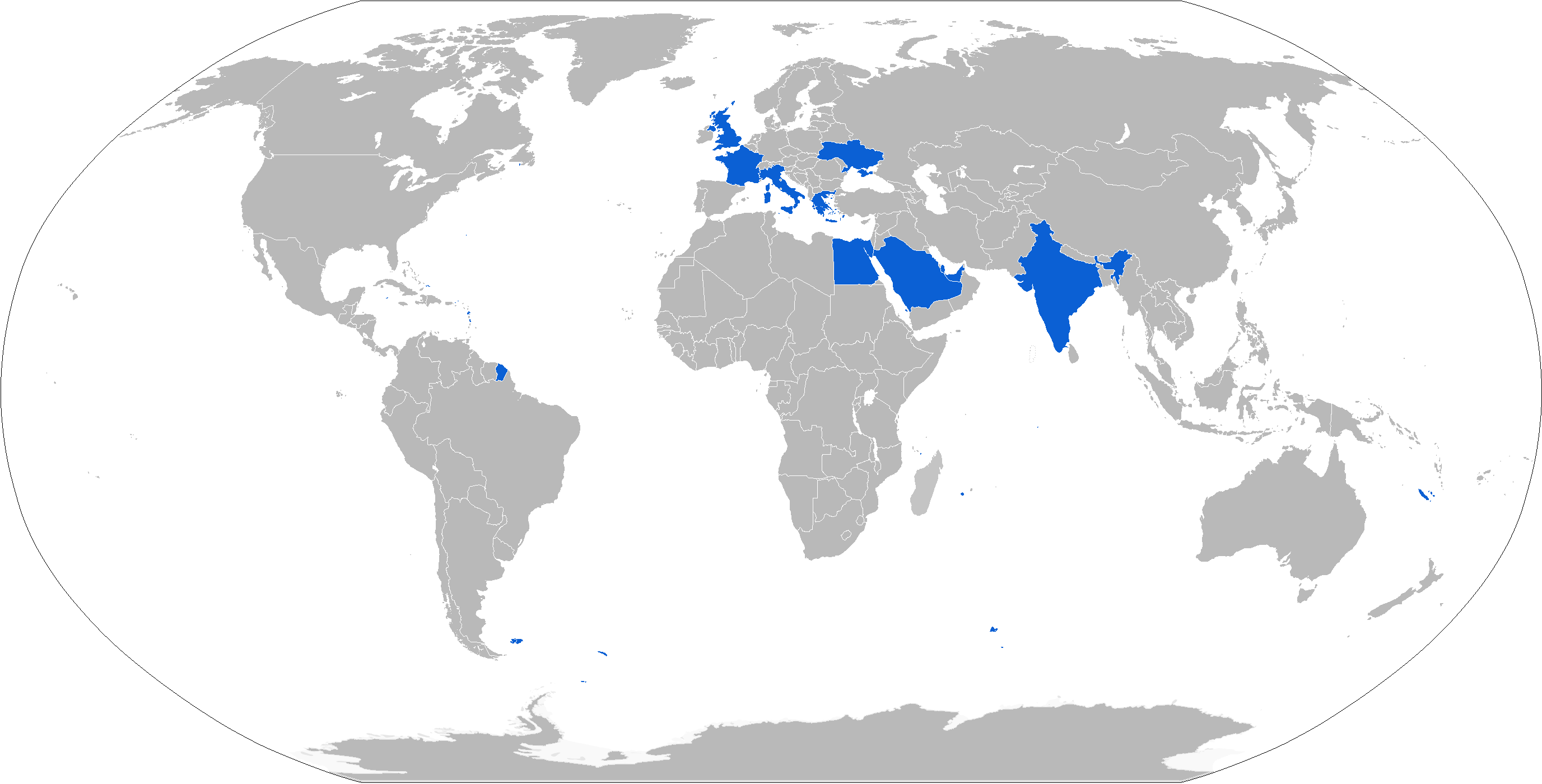
خريطة مشغلي الظل العاصف باللون الأزرق

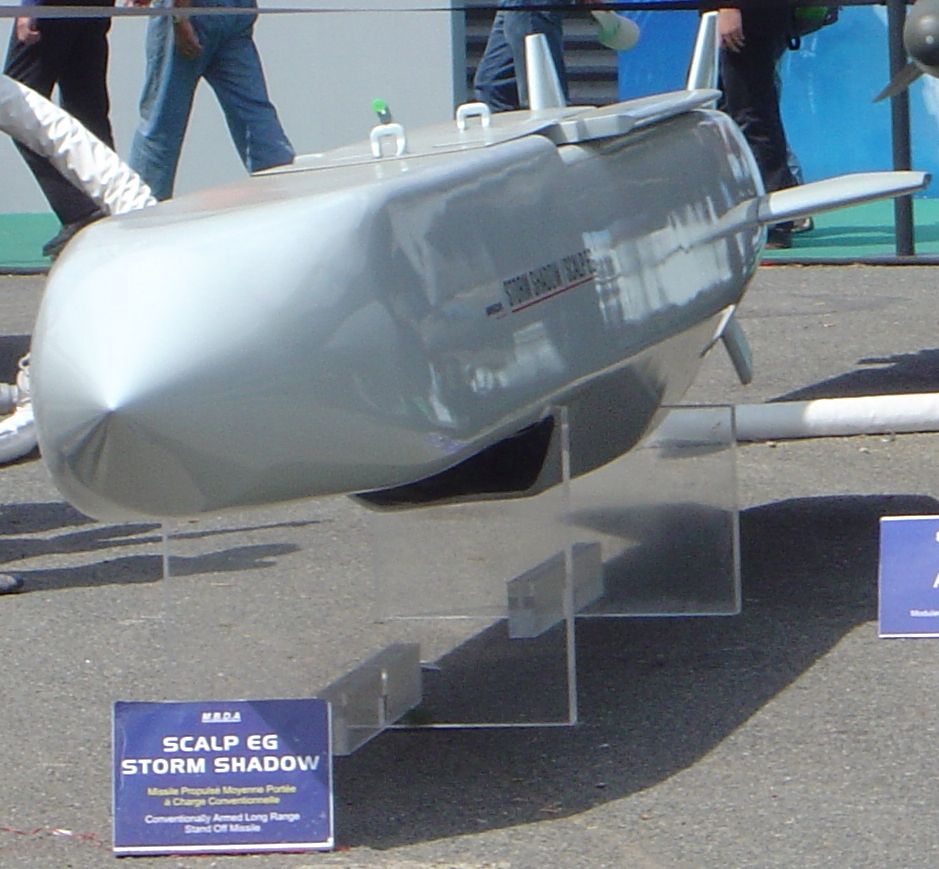
Storm Shadow/SCALP EG

### المشغلون الحاليون
مصرطلبت عدد غير معروف لاستخدام القوات الجوية المصرية في عام كجزء من صفقة داسو رافال نسخة الشاهين الأسود (Black Shaheen version).
 فرنسا500 طلبت لاستخدام القوات الجوية الفرنسية في عام 1998. 50 (MdCNs) طلبت في عام 2006 و100 أخرى طلبت في عام 2009 لاستخدام البحرية الفرنسية. اعتبارا من عام 2016، فرنسا ستخفض مخزونها إلى أقل من 100 صاروخ.
 اليونان90 طلبت لاستخدام القوات الجوية اليونانية في عام 2000 و2003.
 إيطاليا200 طلبت لاستخدام القوة الجوية الإيطالية في عام 1999.
 قطر140 طلبت لاستخدام القوات الجوية الأميرية القطرية في عام 2015.
 السعودية300+ طلبت لاستخدام القوات الجوية الملكية السعودية في عام 2006.
 الإمارات العربية المتحدة600 طلبت لاستخدام القوات الجوية الإماراتية في عام 1997. المعروف ب الشاهين الأسود (Black Shaheen).
 المملكة المتحدة900+ طلبت لاستخدام سلاح الجو الملكي في عام 1997.

## وصلات خارجية
- MBDA's SCALP Naval page
- RAF long-range air-to surface missiles page
- FAS
- Global Security.org
- Storm Shadow Programme Update